# Satya Narayan Goenka
Satya Narayan Goenka (* 30. Januar 1924 in Mandalay, Britisch-Indien (heute Myanmar); † 29. September 2013 in Mumbai, Indien), meist nur S. N. Goenka genannt, war ein führender Lehrer der Vipassana-Meditation.

## Leben
S. N. Goenka kam in Mandalay als Kind indischer Eltern zur Welt und wuchs als Hindu auf. Bereits im frühen Erwachsenenalter wurde er ein erfolgreicher Geschäftsmann und Führer der indischen Gemeinde Birmas. Als er einen Weg suchte, um sich von seinen wiederkehrenden, heftigen Migräneanfällen zu befreien, kam er in Kontakt mit Sayagyi U Ba Khin. Dieser war in den 1950er und 1960er Jahren einer der obersten Staatsbeamten Birmas und zugleich der Gründer eines Meditationszentrums in Rangun. In der Folge studierte Goenka vierzehn Jahre lang unter U Ba Khin die Vipassana-Meditation.
1969 zog Goenka zusammen mit seiner Frau nach Indien und begann dort, Kurse in Vipassana zu erteilen. Als erstes Zentrum für diese Technik wurde 1976 Dhammagiri nördlich von Mumbai (Bombay) gegründet. Goenka leitete seitdem Hunderte von Meditationskursen in Asien, Europa und den USA und begleitete die Gründung und Entwicklung von weltweit über 130 weiteren Meditationszentren, die ausschließlich der Verbreitung der Vipassana-Meditation dienen. Der erste Kurs in Vipassana in Deutschland fand 1983 statt.

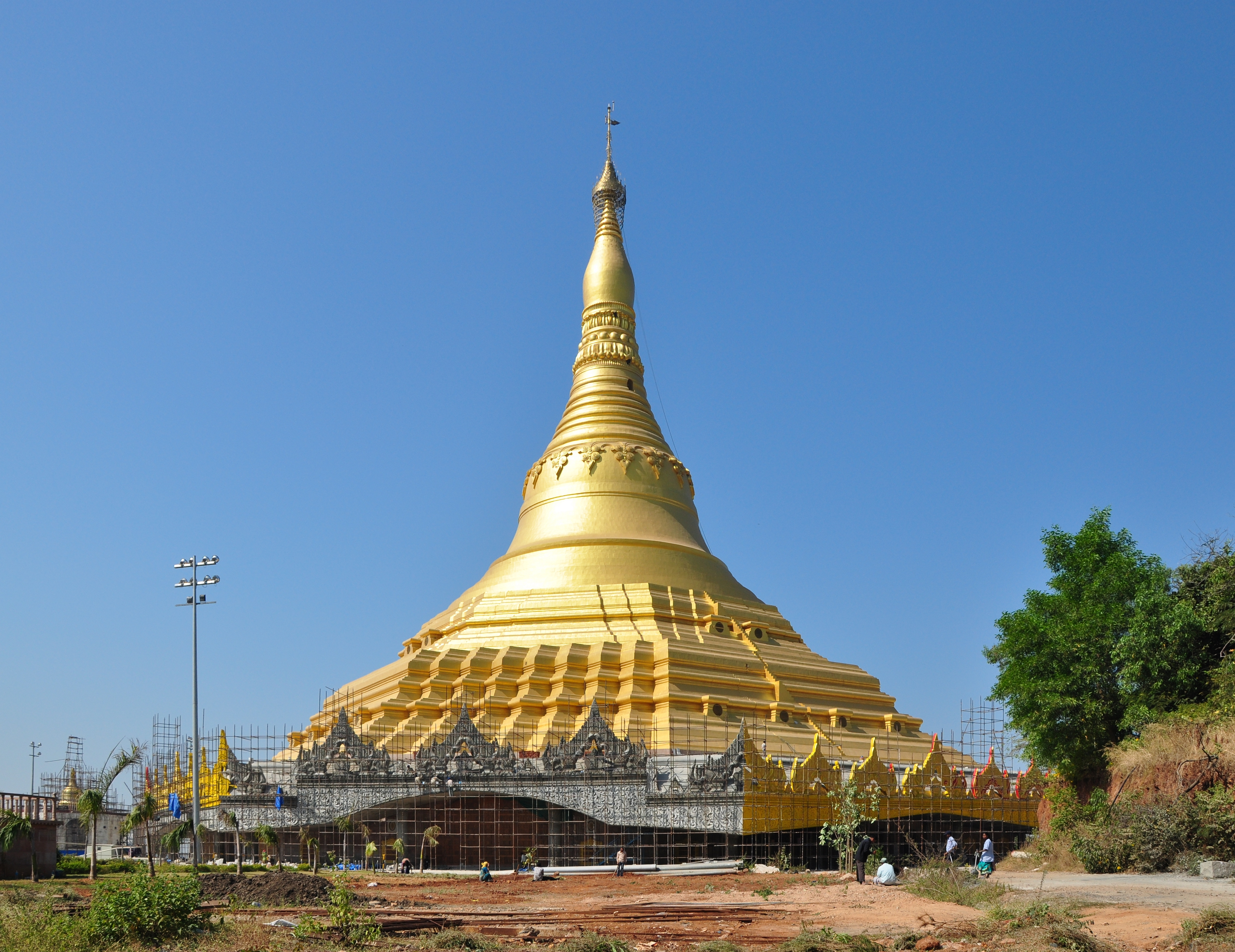
Die Global Vipassana Pagoda in der Nähe von Gorai

Ende der 1990er Jahre initiierte S. N. Goenka das Projekt der Global Vipassana Pagoda, deren Grundstein 1997 außerhalb Mumbais gelegt und die 2008 fertiggestellt wurde. In dieser Pagode traditionellen Stils können mehr als 8.000 Menschen gleichzeitig meditieren. Mit jeweils knapp hundert Metern Durchmesser (280 Fuß) und Höhe  (325 Fuß) ist sie der weltweit größte selbsttragende Kuppelbau aus Natursteinen.
Goenka vertrat die Ansicht, dass Buddha keine Religion, sondern Dharma, den Weg zur universellen Befreiung gelehrt habe. Demnach stünde die von ihm vertretene Lehre jedem Menschen, unabhängig von dessen Glauben und Konfession, offen. Er sah es als seine Aufgabe an, die Lehre Buddhas im heutigen Indien und darüber hinaus auf der ganzen Welt zu verbreiten, und er verstand sich dabei als Restaurator eines ursprünglichen Buddhismus. Vipassana solle den Menschen einen möglichen Weg zur Befreiung von ihrem Leiden aufzeigen.

## Auszeichnungen
- 2012: Padma Bhushan